# Pseudophengodes flavicollis
Pseudophengodes flavicollis är en skalbaggsart som först beskrevs av Leach 1824.  Pseudophengodes flavicollis ingår i släktet Pseudophengodes och familjen Phengodidae. Inga underarter finns listade i Catalogue of Life.